# Christoph Schönborn
Christoph Schönborn (sinh 1945) là một Hồng y người Áo sinh tại Đức (nay thuộc Cộng hòa Séc) của Giáo hội Công giáo Rôma. Ông hiện đảm nhận vị trí Tổng giám mục Tổng giáo phận Wien và Thành viên Ủy ban Hồng y giám sát Viện Nghiên cứu Công trình Tôn giáo, Chủ tịch Hội đồng Giám mục Áo.

## Tiểu sử
Hồng y Schönborn sinh ngày 22 tháng 1 năm 1945 tại Skalsko, Cộng hòa Séc. Sau quá trình tu học, ngày 27 tháng 12 năm 1970, ông được thụ phong linh mục bởi Hồng y Franz König, Tổng giám mục Tổng giáo phận Wien chủ phong. Ông trở thành linh mục của O.P.
Tòa Thánh công bố việc bổ nhiệm linh mục Christoph Schönborn làm Giám mục Hiệu tòa Sutrium, Giám mục Phụ tá Tổng giáo phận Wien ngày 11 tháng 7 năm 1991. Lễ Tấn phong cho vị tân chức diễn ra vào ngày 29 tháng 9 sau đó. Chủ phong là Hồng y Hans Hermann Groër, O.S.B., Tổng giám mục Wien và hai phụ phong gồm Hồng y Franz König, nguyên Tổng giám mục Wien và Giám mục Vojtěch Cikrle, giám mục chính tòa Giáo phận Brno. Tân giám mục chọn khẩu hiệu: Vos autem dixi amicos.
Ngày 13 tháng 4 năm 1995, Tòa Thánh công bố quyết định chọn Giám mục phụ tá Schönborn làm Tổng giám mục Phó Tổng giáo phận Wien. Ông kế vị thành Tổng giám mục chính tòa ngày 14 tháng 9 sau đó. Ngày 6 tháng 11 cùng năm, ông được chọn làm Đại diện Giáo hội Áo về Lễ nghi Đông Phương. Ngày 30 tháng 6 năm 1998, ông được chọn làm Chủ tịch Hội đồng Giám mục Áo.
Trong Công nghị Hồng y năm 1988 được cử hành ngày 21 tháng 2, Giáo hoàng Gioan Phaolô II vinh thăng Tổng giám mục Schönborn tước Hồng y Nhà thờ Gesù Divin Lavoratore. Ông đến nhận nhà thờ này ngày 22 tháng 11 cùng năm. Từ ngày 15 tháng 1 năm 2014, ông kiêm nhiệm thêm chức vụ Thành viên Ủy ban Hồng y giám sát Viện Nghiên cứu Công trình Tôn giáo.